# Manoir de Crec'h Ugien
Le manoir de Crec'h Ugien est un édifice situé à Lannion, en France.

## Localisation
Le manoir est situé sur le territoire de la commune de Lannion, 28 place de Marchallac'h, dans le département  des Côtes-d'Armor, en région Bretagne.

## Description
L'édifice est formé de trois éléments : un manoir, la façade nord des communs et le pavillon d'entrée. Le manoir est un édifice de style Louis XV, rectangulaire, auquel a été ajoutée une adjonction sur le côté nord vers la même époque. Toutes les ouvertures possèdent des linteaux cintrés et un encadrement légèrement en saillie. Le pavillon d'entrée est en ruines.

## Historique
Le manoir est inscrit partiellement (façades et toitures du manoir, du bâtiment des communs et du pavillon d'entrée) au titre des monuments historiques par arrêté du 18 juillet 1973.

## Galerie

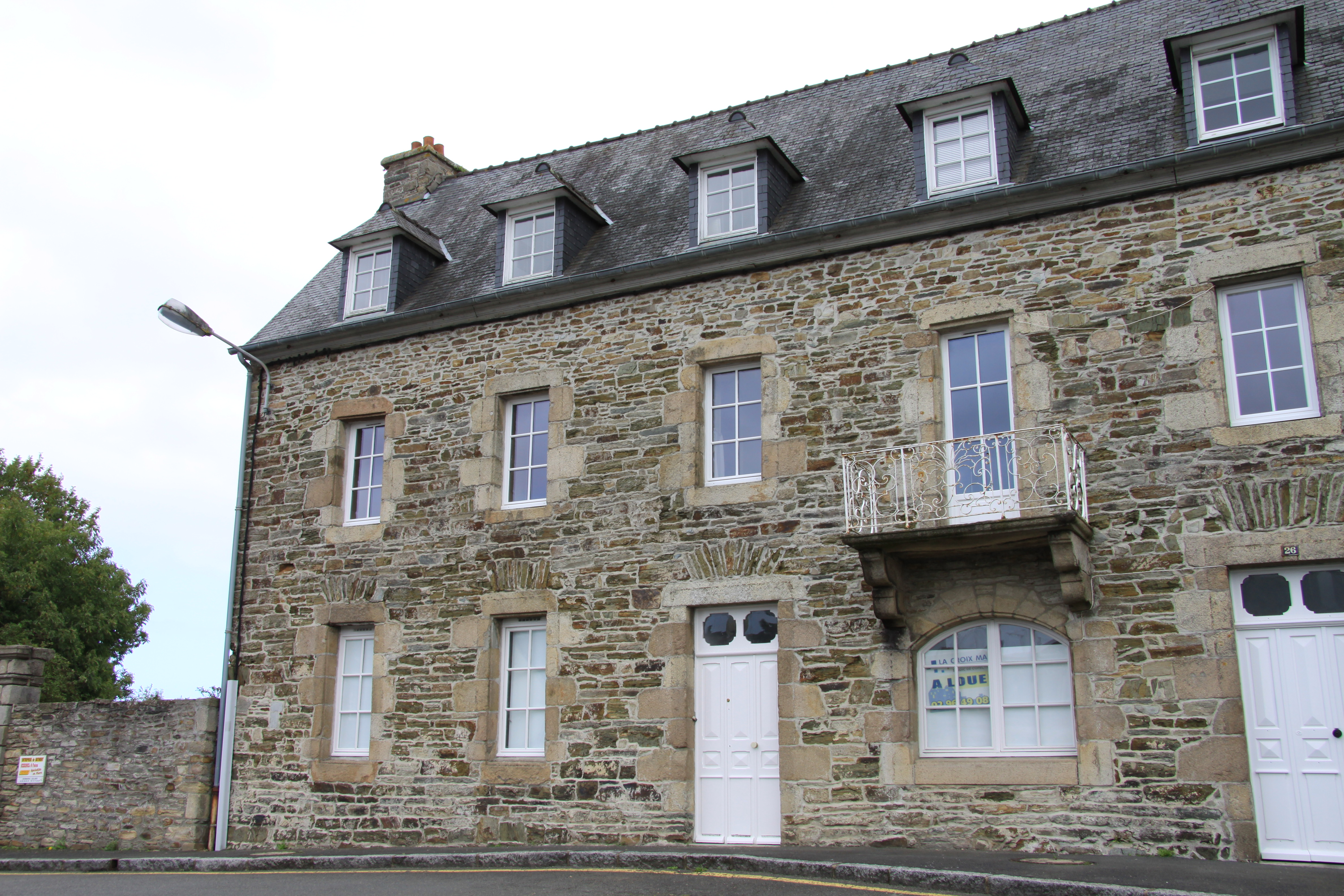